# سودتوندرن
سودتوندرن (به آلمانی: Amt Südtondern) یک منطقهٔ مسکونی در آلمان است که در شلسویگ-هولشتاین واقع شده‌است. سودتوندرن ۳۹٬۳۳۲ نفر جمعیت دارد.